# الساندرو سیبیلیو
الساندرو سیبیلیو (ایتالیایی: Alessandro Sibilio؛ زادهٔ ۲۷ آوریل ۱۹۹۹) دونده دو با مانع اهل ایتالیا است.